# スポーツマスター
スポーツマスター (Sports master、Master of Sports) とは栄冠に輝いたスポーツ選手やスポーツ界に功績ある者などに対して授与される国や市町村の栄誉称号またはスポーツ団体の名誉称号である。類似する称号に人民体育人、功勲体育人、体育名手などがある（本項で解説）。

## スポーツマスター

### 旧ソヴィエト連邦・ロシア連邦におけるスポーツマスター
スポーツマスター（ru:Мастер спорта）は旧ソヴィエト連邦(ソ連)が同国のスポーツ選手として活躍した人物に一定の評価基準に基づいて授与していた連邦政府公認の栄誉称号である。同称号にはその実績・功労に応じ、「全ソ」、「功労」、「全ソ功労」など数段階が定められており、最高位の「国際級スポーツマスター」はオリンピックや世界選手権で優勝するか、世界新記録を獲得した選手に与えられ、生活保障が付与されていた。しかし、日本の体育学者で東海大学大学院体育学研究室の里見悦郎の研究によれば、ソ連の選手が世界的に顕著な実績を挙げても、必ずしも規定通りの称号が授与されない実態もあったとされる。例えばソ連の男子バレーボール選手のザビンは78年の世界選手権優勝に加え、1980年モスクワオリンピックでも優勝を果たしたものの、国際級より2階級下の「功労スポーツマスター」に留まった。同様に、モスクワオリンピックで陸上女子800メートルで優勝したソ連代表選手のオリザレンコも「功労スポーツマスター」に留まった。同様の傾向はソ連の選手が出場したオリンピック競技21種目中19種目で確認されたという。里見によれば、国際級スポーツマスターの実数は不明とした上で「受賞者が増えすぎて“金”の価値が目減りしているのではないか」と分析している。
但し、同称号はソ連が崩壊した現在も、ロシア連邦の下で政府公認の称号であり、プーチン・ロシア大統領も、1973年にサンボで、1975年に柔道で、スポーツマスター称号を得ている。称号保持者は国や地方公共団体単位で任命される体操コーチとして任命されることもあり、日本では1994年に佐賀県及び同県の体育協会がロシアのスポーツマスターであるベンダソワ・イリーナ・アトリエブナを招聘するなど、国境を越えて称号保持者が活躍する例もみられる。

### 北海道苫小牧市におけるスポーツマスター
日本などでは主に北海道苫小牧市などが条例によりスポーツマスター称号を制定し、アイスホッケー選手の引木孝夫や千葉ロッテマリーンズで1軍打撃コーチを務めた高沢秀昭ら市の出身者・在住者にてスポーツによる功績ある者に対して称号授与をしている。その他、日本スポーツ協会も公認スポーツによるマスター称号を付与している。

## 人民体育人

### 朝鮮民主主義人民共和国における人民体育人
人民体育人は北朝鮮が定める人民称号の一つ。オリンピックのメダリスト等、スポーツにおける国家功労があった人物に対し授与する栄誉称号である。主な受称者としては、1996年アトランタオリンピック柔道女子48キロ級で谷亮子（旧姓：田村）を破り、優勝した金メダリストケー・スンヒがいる。ケーはその後も世界選手権で優勝または準優勝の実績を重ね、同国労働英雄の称号を受けるとともに2010年の引退後は牡丹峰体育団の柔道コーチとなっている。しかし、北朝鮮のオリンピック選手はメダリストになれば国家から共和国英雄や人民体育人の称号などの栄誉や生活面での優遇を与えられる一方で、低迷すれば炭鉱送りになるという見方もあり、2012年ロンドンオリンピックでは日本メディアからも、そうした見方を伝える報道がなされている。

## 功勲体育人

### 朝鮮民主主義人民共和国における功勲体育人
また、北朝鮮では人民体育人に準ずる称号として功勲体育人がある。北朝鮮の功勲称号の一つ。スポーツ名手、一級選手～三級選手、無資格選手の上位にあたる。

## 体育名手

### 朝鮮民主主義人民共和国の体育名手
同じく北朝鮮では、殊勲を挙げた運動選手への褒賞として体育名手の栄誉称号を定め、人民体育人などと同様授与している。2012年のロンドンオリンピック時には同国は国威発揚の一環として選手候補を中央体育学院を育成。オリンピックでメダリストとなった者にはこれらの称号に加え、老後も手当を給付するなど手厚く処遇されることが日本のメディアでも報じられていた。

### 文献資料
- 訪朝記者団 編『北朝鮮の記録 : 訪朝記者団の報告』新読書社、1960年4月15日。NDLJP:2975630。
- 日外アソシエーツ編『現代外国人名録2012』（日外アソシエーツ、2012年）ISBN 4816923527

### 報道資料
- 『朝日新聞』1994年11月23日朝刊
- 『朝日新聞』2000年3月7日朝刊道内地域版
- 『朝日新聞』2012年8月5日朝刊
- 『毎日新聞』1986年3月15日東京朝刊
- 『読売新聞』2012年8月3日東京朝刊